# 张骏 (1954年)
张骏（1954年3月—），北京人。中国共产党党员。研究生学历。历任共青团中央国际联络部办公室副主任、主任、驻东京代表、副部长，办公厅副主任、主任，中常委、全国青联副秘书长等职。1998年任中国青年旅行社总社总经理，中青旅控股股份有限公司董事长。